# Епсилон Ліри
Епсилон Ліри (ε Lyr, ε Lyrae), в англомовних джерелах відома також як «Подвійна подвійна» (Double Double), — кратна зоряна система, яка розташована на відстані приблизно 162 світлових років (50 парсек) від Сонця в сузір'ї Ліри і складається щонайменше з п'яти компонентів.

## Зоряна система

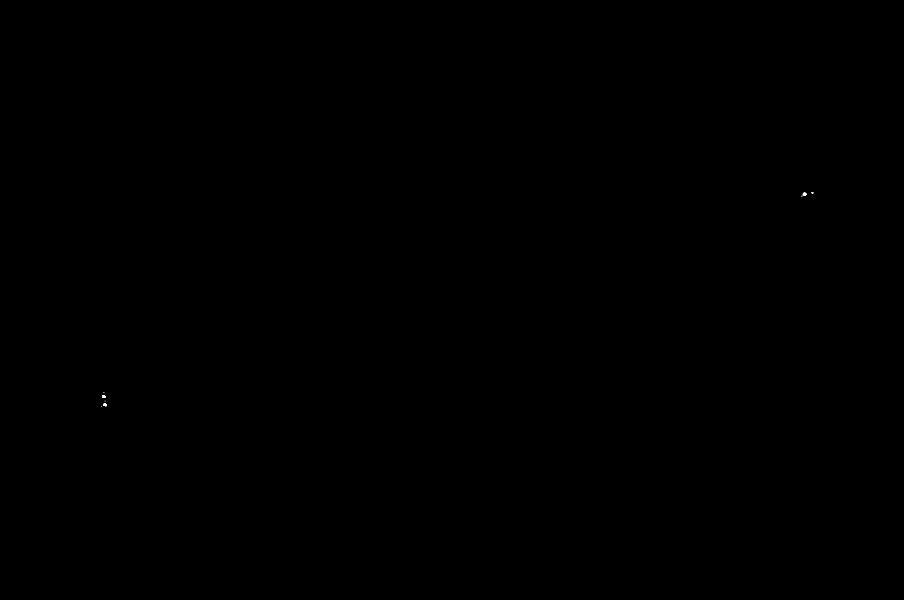
Епсилон Ліри — «Подвійна подвійна»

Два найяскравіші компоненти системи легко розрізняються за допомогою бінокля, а в хороших умовах навіть неозброєним оком.
Північний компонент називається ε1 (ADS 11635 AB у позначенні кратних зір), а південний — ε2 (ADS 11635 CD). Вони розташовані на відстані близько 160 світлових років від Землі й обертаються одна навколо одної орбітою тривалістю сотні тисяч років. Відстань між ними становить 208 кутових секунд, що приблизно в сто разів більше, ніж між субкомпонентами. При подальшому збільшенні кожний з обох компонентів виявляється подвійною системою близько розташованих зір, які швидко обертаються одна навколо одної. Спроможність бачити ці субкомпоненти є загальновідомим критерієм роздільної здатності телескопів, оскільки вони розташовані дуже близько одна від одної: у 2006 році зорі компонента ε1 були віддалені одна від одної на 2,35 кутової секунди, зорі ε2 — приблизно на таку ж відстань. З часу перших високоточних вимірювань їхніх орбіт у 1980-х роках обидві подвійні змістилися лише на кілька градусів за позиційним кутом.
Компоненти зорі ε1 мають зоряні величини 4,7 і 6,2, розділені кутовою відстанню 2,6 кутової секунди і мають орбітальний період, який можна грубо оцінити в 1200 років — це означає, що їх відділяє одну від одної приблизно 140 а. о.. Головні компоненти зорі ε2 мають зоряні величини 5,1 і 5,5, відстань між ними — 2,3 кутової секунди, а орбітальний період, імовірно, удвічі менше. Зорі ε1 і ε2 розташовані на відстані понад 0,16 світлового року одна від одної. Спостерігач на одній парі бачитиме іншу як Місяць, освітлений на чверть (це приблизно mv = −5,0), на відстані менше одного градуса один від одного.
У 2022 році дослідники MarSEC (Marana Space Explorer Center) завдяки даним супутника TESS (Transiting Exoplanet Survey Satellite) виявили, що вторинний компонент ε1 є змінною зорею типу Гамми Золотої Риби з головним періодом 0,415 доби.
П'ятий компонент цієї системи, який обертається навколо пари зір ε2, був виявлений методом спекл-інтерферометрії у 1985 році; два пізніші спостереження підтвердили його існування. На основі таких обмежених даних неможливо вирахувати його точну орбіту, але його швидкий рух вказує на те, що його період обертання навколо ε2 становить кілька десятків років. Оскільки максимальне спостережуване віддалення становить лише 0,2 кутових секунди, його пряме візуальне спостереження є неможливим.
До численних зоряних каталогів занесені ще п'ять сусідніх тьмяніших зір:
|    | Зоряна величина | Спектранльний клас |
| A  | 5,15            | A2                 |
| B  | 6,10            | A4                 |
| C  | 5,25            | A3                 |
| D  | 5,38            | A5                 |
| E  | 11,71           |                    |
| F  | 11,2            |                    |
| G  | 13,83           |                    |
| H  | 13,22           |                    |
| I  | 10,43           |                    |
| Cb | ?               |                    |

|       | Відстань (кутові секунди) | Відстань (а. о.) | Найновіший позиційний кут | Період обертання (роки) | Велика піввісь (кутові секунди) | Примітки                                        |
| AB-CD | 208,2                     | 10 500           | 172                       |                         |                                 | ε1—ε2                                           |
| AB    | 2,3                       | 116              | 347                       | 1804,41                 | 4,742                           | Компоненти зорі ε1                              |
| CD    | 2,4                       | 121              | 79                        | 724,307                 | 2,92                            | Компоненти зорі ε2                              |
| Ca-Cb | 0,1                       | 5                | 225                       |                         |                                 | Нещодавно відкритий інтерферометричний супутник |